# Omo Osaghae
Omo Osaghae (Estados Unidos, 18 de mayo de 1988) es un atleta estadounidense especializado en la prueba de 60 m vallas, en la que consiguió ser campeón mundial en pista cubierta en 2014.

## Carrera deportiva
En el Campeonato Mundial de Atletismo en Pista Cubierta de 2014 ganó la medalla de oro en los 60 m vallas, llegando a meta en un tiempo de 7.45 segundos, por delante de los franceses Pascal Martinot-Lagarde (plata con 7.46 segundos) y Garfield Darien.